# 松村正直
松村 正直（まつむら まさなお、1970年9月3日 - ）は、日本の歌人。国際啄木学会会員。東京都町田市出身、京都府京都市在住。歌誌「塔」元編集長。同人誌「パンの耳」発行人。

## 来歴
駒場東邦高等学校、東京大学文学部独文科卒業後、8年間フリーターをしながら岡山、金沢、函館、福島、大分と全国の地方都市を移り住む。函館に暮らしていた1996年に石川啄木の影響で短歌をはじめ、翌年「塔」入会。1999年「フリーター的」で第45回角川短歌賞次席。2000年毎日歌壇賞受賞。2002年第1歌集『駅へ』で第10回ながらみ書房出版賞受賞。2011年評論集『短歌は記憶する』で第9回日本歌人クラブ評論賞受賞。以後はカルチャースクール講師を専業とする。2014年第3歌集『午前3時を過ぎて』で第1回佐藤佐太郎短歌賞受賞。NHKラジオ「夜はぷちぷちケータイ短歌」にも選者として出演経験を持つ。2020年度「NHK短歌」選者。2020年末をもって「塔」を退会。日本統治時代の樺太に在住・滞在した歌人の研究などを行っている。

## 著書

### 歌集
- 第1歌集『駅へ』（ながらみ書房、2001年）ISBN 4860230485　→『駅へ 新装版』（野兎舎、2021年）[3]ISBN 978-4-9911871-0-0
- 第2歌集『やさしい鮫』（ながらみ書房、2006年）ISBN 4860234189
- 第3歌集『午前３時を過ぎて』（六花書林、2014年）ISBN 978-4-903480-99-2
- 第4歌集『風のおとうと』（六花書林、2017年）ISBN 978-4-907891-49-7
- 第5歌集『紫のひと』（短歌研究社、2019年）ISBN 978-4-86272-623-0
- 第6歌集『について』（現代短歌社、2025年）ISBN 978-4-86534-508-7

### 歌書
- 評論集『短歌は記憶する』（六花書林、2010年）ISBN 4903480496
- 評伝『高安国世の手紙』（六花書林、2013年）ISBN 4903480895
- 評論集『樺太を訪れた歌人たち』（ながらみ書房、2016年）ISBN 978-4-86629-022-5
- 歌書『戦争の歌』（笠間書院、2018年）ISBN 978-4-305-70918-9
- 時評集『踊り場からの眺め 短歌時評集2011-2021』（六花書林、2021年）

### その他
- アンソロジー『現代短歌最前線　新響十人』（北溟社、2007年）ISBN 4894485419

他は 石川美南、生沼義朗、黒瀬珂瀾、笹公人、島田幸典、永田紅、野口恵子、松野志保、松本典子
- 『永田和宏　シリーズ牧水賞の歌人たち』（編集）（青磁社、2008年）ISBN 4861980968
- 『今さら聞けない短歌のツボ100』（共著）（角川学芸出版、2012年）ISBN 4046526041
- 『角川短歌ライブラリー 決定版 短歌入門』（共著）（角川学芸出版、2012年）ISBN 4046526130

## 出演番組
- 夜はぷちぷちケータイ短歌（NHKラジオ）
- 「ＮＨＫ歌壇 口語のインパクト」 - NHK短歌（NHK教育テレビ）（2005年2月12日）
- 「列島縦断　短歌スペシャル 第２１回」（NHK-BS2）（2006年4月22日）
- 「列島縦断　短歌スペシャル 第２４回」（NHK-BS2）（2007年10月27日）
- 「ＮＨＫ短歌 題“呼ぶ”／梅雨」 - NHK短歌（NHK教育テレビ）（2011年6月12日）